# 2020년 토스카나 그랑프리
2020 토스카나 그랑프리(공식 명칭: 포뮬러 1 피렐리 그란프리미오 델라 토스카나 페라리 1000 2020)는 이탈리아 토스카나주 스카피에라 에 산 피에로에 위치한 무젤로 국제 자동차 경주장에서 열린 포뮬러 원 대회이다. 이번 그랑프리는 2020년 포뮬러 원 시즌의 9번째 라운드로 9월 11일부터 13일까지 열렸다.
이번 대회는 포뮬러 원에서 페라리의 1000번째 경주를 기념하는 그랑프리로 이를 기념해서 특별히 은색의 세이프티카 대신 빨간색의 세이프티카가 사용되었다. 또한 무젤로 국제 자동차 경주장에서 처음으로 개최된 F1 그랑프리였다.
그랑프리 우승자는 메르세데스의 루이스 해밀턴이 차지했고 같은 팀 동료인 발테리 보타스는 2위를 기록했으며 이는 이번 시즌 메르세데스의 세번째 기록이다. 레드불의 알렉산더 알본은 3위를 기록하며 자신의 첫 F1 그랑프리 포디움에 올랐으며 태국 국적의 드라이버로서 최초의 기록이다.
이번 그랑프리는 2016년 브라질 그랑프리 이후로 처음 두번의 레드 플래그 상황이 발생했으며 2011년 모나코 그랑프리와 캐나다 그랑프리 이후 처음으로 직전 이탈리아 그랑프리에 이어 연달아 레드 플래그 상황이 발생한 대회이다. 또한 이 두번의 레드 플래그로 한 경주에서 세번 스탠딩 스타트를 했으며 이탈리아 그랑프리에서 포디움에 올랐던 피에르 가슬리, 카를로스 사인츠 주니어, 랜스 스트롤을 포함해 20명의 참가자 중 8명의 드라이버가 리타이어했다.
이번 토스카나 그랑프리는 루이스 해밀턴의 F1 커리어 사상 90번째 우승이며 F1 최다 기록인 미하엘 슈마허의 기록을 1개 차이로 좁혔다.